# Wu Bin (pintor)
Advertiment: Un expert en arts marcials (wushu) i nascut el 1937 es diu Wu Bin.

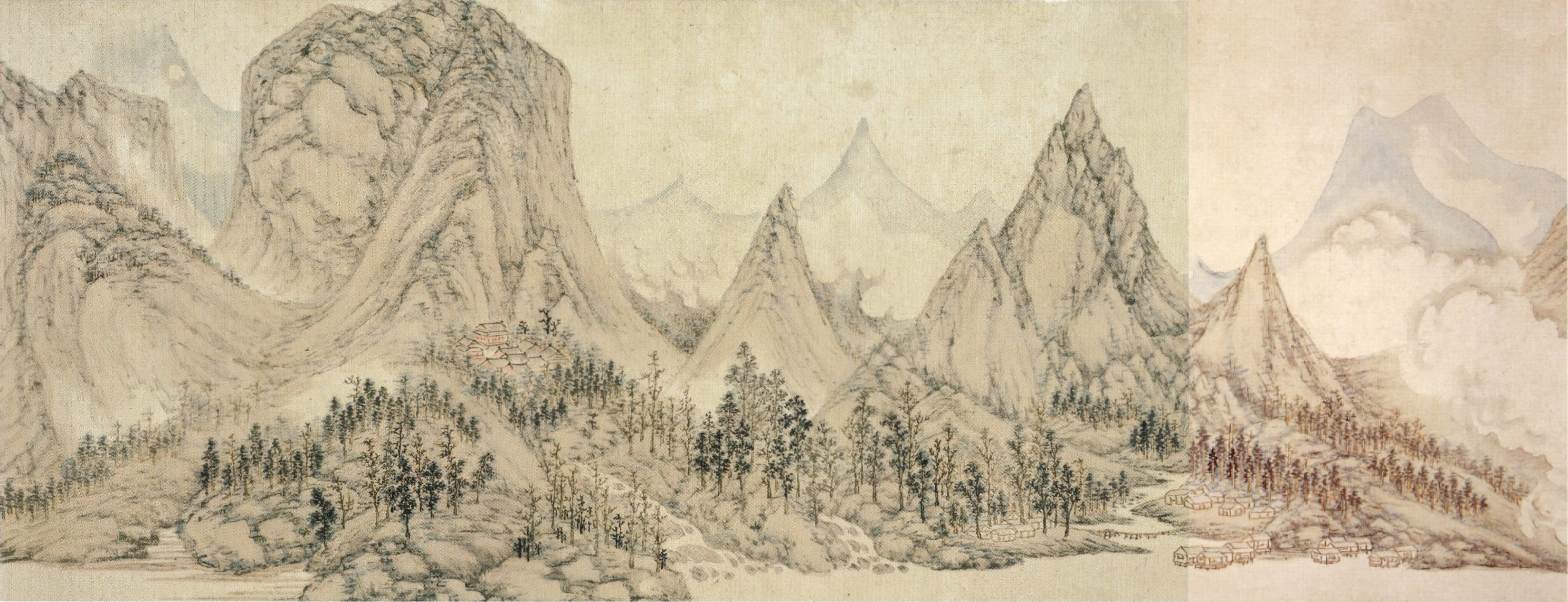
”Paisatge (fragment).Tinta i color sobre paper. Museu d'Art deHonolulu

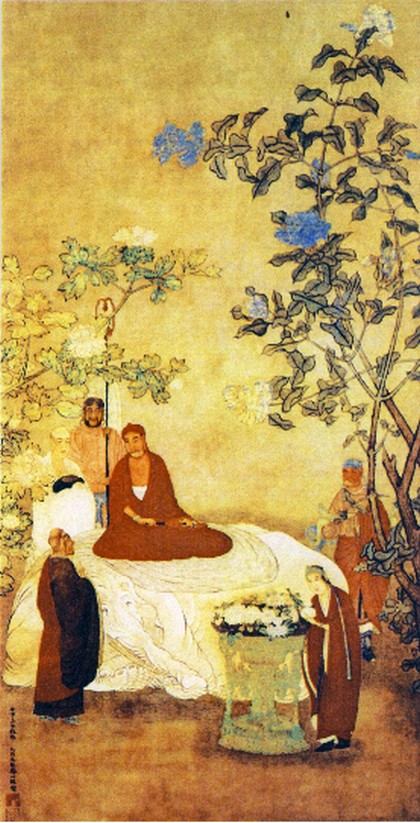
"Retrat de Buda"

Wu Bin (xinès simplificat: 吴彬; xinès tradicional: 吳彬; pinyin: Wú Bīn), també conegut com a Wenzhong i Zhiyin Toutuo, fou un pintor xinès que va viure sota la dinastia Ming. No es coneixen les dates exactes del naixement i la mort de Wu (encara que alguna font indica que va morir l'any 1627). Nascut a Putian, província de Fujian, va residir a Nanjing. Va ser un alt funcionari imperial però més endavant va dedicar-se a la religió budista com a monjo de la branca chan.
Actiu entre 1583 i 1626, va ser un pintor amb un estil propi, que es va especialitzar principalment en paisatges, temes budistes i figures humanes. Inicialment es va inspirar en l'estil tradicional de la denominada Escola de Suzhou i més tard en el del grup de pintor que estava influït pels mestres de principis del període Song. El seu treball més destacat va ser Els Cinc-cents Arhats. Es troben obres seves al Metropolitan Museum of Art de Nova York, al Museu d'Art de Cleveland, al Museu Nacional del Palau de Taipei i al Museu del Palau de Pequín.